# John Grey de Ruthyn

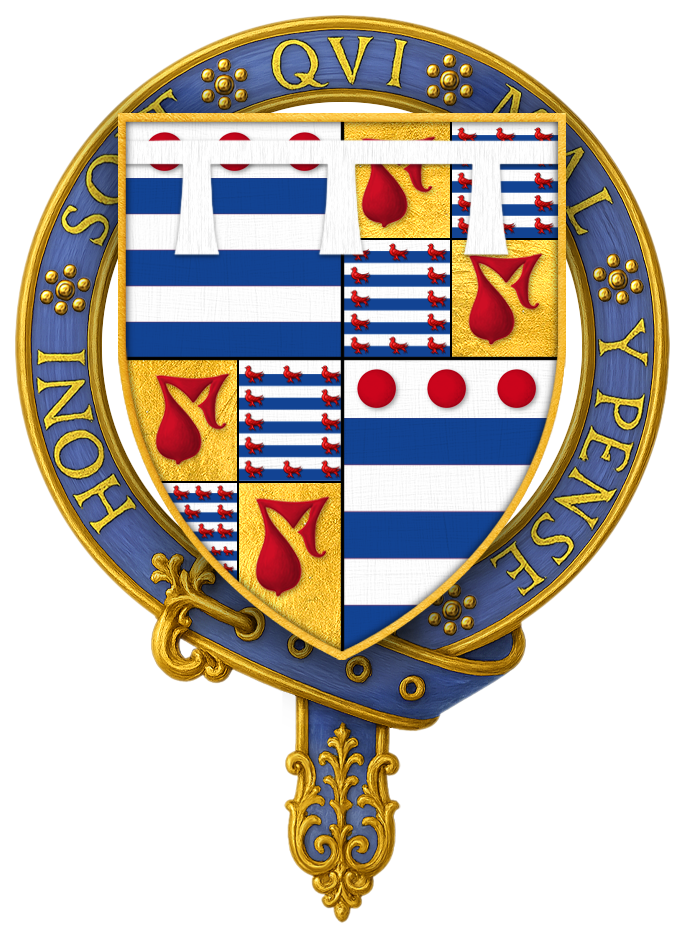
Wappen von John Grey, KG

Sir John Grey de Ruthyn KG (* um 1387; † 27. August 1439) war ein englischer Ritter. 

## Herkunft und Dienst als Militär
John Grey war der älteste Sohn von Reginald Grey, 3. Baron Grey de Ruthin und von dessen ersten Frau Margaret de Ros, der die Kindheit überlebte. Als sein Vater 1402 von dem walisischen Rebellen Owain Glyndŵr gefangen genommen wurde, verlangte Glyndŵr ein hohes Lösegeld für die Freilassung. Um das Lösegeld aufzubringen, wurde sein Vater vorzeitig freigelassen. Er musste jedoch seinen ältesten Sohn als Geisel stellen, bis das Lösegeld vollständig bezahlt worden war. 1415 nahm John Grey am Feldzug von König Heinrich V. nach Frankreich und an der Schlacht von Agincourt teil. Danach nahm er an weiteren Kämpfen in Nordfrankreich teil. 1420 diente er als Kommandant von Gournay. 1435 wurde er in den Hosenbandorden aufgenommen.

## Ehe und Nachkommen
Grey heiratete vor dem 14. Februar 1413 Constance († 1437), die älteste Tochter von John Holland, 1. Duke of Exeter und Elizabeth Plantagenet. Über ihre Mutter war sie eine Nichte von Heinrich IV. Sie war die Witwe von Thomas Mowbray, 2. Earl of Nottingham, der 1405 als Rebell hingerichtet worden war. Da trotz seiner Rebellion gegen ihn keine Bill of Attainder verhängt worden war, brachte sie ein Wittum mit in die Ehe, das ihr lebenslang zustand. Es umfasste Besitzungen mit jährlichen Einkünften von etwa £ 600. Grey hatte mit ihr mehrere Kinder, darunter:
- Edmund Grey, 1. Earl of Kent (1416–1490)
- Thomas Grey, 1. Baron Richemount Grey († 1461)

John Grey starb noch vor seinem Vater 1439, sein Erbe wurde sein ältester Sohn Edmund, der 1440 die Besitzungen seines Vaters erbte und 1465 zum Earl of Kent erhoben wurde.